# بوجانگای دم‌پارویی کوچک
 بوجانگای دم‌پارویی کوچک (نام علمی: Dicrurus remifer) نام یک گونه از تیره بوجانگا است.